# Pseudiodis albidentula
Pseudiodis albidentula är en fjärilsart som beskrevs av George Francis Hampson 1907. Pseudiodis albidentula ingår i släktet Pseudiodis och familjen mätare. Inga underarter finns listade i Catalogue of Life.

## Bildgalleri

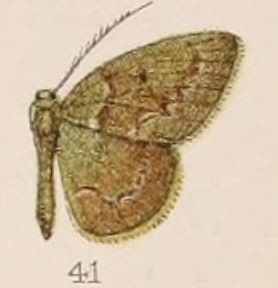